# Pieni Tuomaanjärvi
Pieni Tuomaanjärvi är en sjö i Finland. Den ligger i kommunen Ristijärvi i landskapet Kajanaland, i den centrala delen av landet, 500 km norr om huvudstaden Helsingfors. Pieni Tuomaanjärvi ligger 186,8 meter över havet. Arean är 58,1 hektar och strandlinjen är 3,48 kilometer lång. Sjön  ingår i Uleälvens huvudavrinningsområde. 